# Furkan Andıç

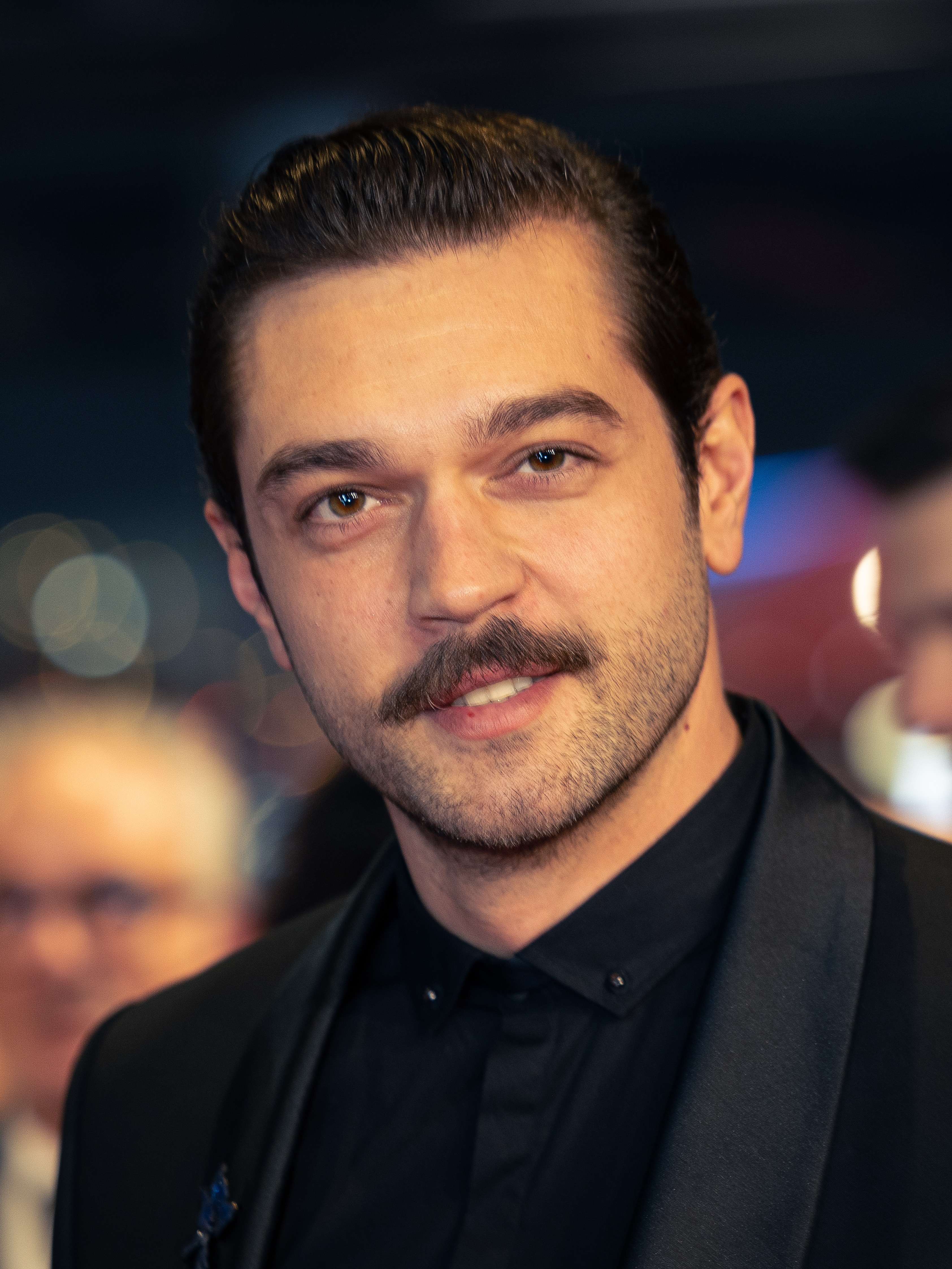
Furkan Andıç (2025)

Furkan Andıç (* 4. April 1990 in Istanbul) ist ein türkischer Schauspieler.

## Leben und Karriere
Andıç wurde am 4. April in Istanbul geboren. Seine Mutter ist bosniakischer Abstammung und sein Vater kommt aus Trabzon. 2012 schloss er die Yeditepe Üniversitesi ab. Sein Debüt gab er 2011 in der Fernsehserie Kolej Günlüğü. 2015 spielte er in Kırgın Çiçekler mit.
Außerdem trat Andıç 2015 in Kaçak Gelinler auf. 2016 wurde er für die Serie Tatlı İntikam gecastet. 2017 spielte er in Meryem die Hauptrolle. Unter anderem bekam er 2019 eine Rolle in Her Yerde Sen.

## Filmografie
Filme
- 2017: Damat Takımı

Serien
- 2011: Kolej Günlüğü
- 2011: Umutsuz Ev Kadınları
- 2012: Yağmurdan Kaçarken
- 2013: Aşk Ekmek Hayaller
- 2014–2015: Kaçak Gelinler
- 2015–2016: Kırgın Çiçekler
- 2016: Tatlı İntikam
- 2017: Meryem
- 2019: Kardeş Çocukları
- 2020: Çatı Katı Aşk
- 2022: Kara Tahta
- 2024: 39 Derecede AŞK